# Renier Chalon
Pour les articles homonymes, voir Chalon.
Renier Hubert Ghislain Gaspard Chalon, né à Mons (Empire français) le 4 décembre 1802 et décédé le 23 février 1889 à Bruxelles, fut notamment un numismate, photographe et collectionneur belge. 

## Éléments biographiques
Né le 13 frimaire an XI dans une famille bourgeoise de Mons, de Jacques Joachim Chalon, homme de loi en l'an V, rentier en l'an XI, inspecteur des contributions en 1825, demeurant à Mons, rue des Clercs, et de Catherine Hubertine Josephine Bellot, qui s'étaient mariés à Mons le 24 floréal an V,  Renier Ghislain Hubert Gaspard Chalon doit son prénom usuel Renier à son parrain Renier Ulens.
Renier Chalon, qualifié d'avocat, épousa à Mons le 19 octobre 1825 Victoire Charlotte Thérèse Sophie Taintenier, née à Mons le 13 décembre 1806, fille de Charles Philippe Bonfils Taintenier, avocat et membre de la Seconde Chambre des Etats généraux, et de Victoire Joseph Cattier, tous demeurant à Mons. Victoire Taintenier est morte à Molenbeek-Saint-Jean  le 22 mars 1840. 
De son épouse, Renier Chalon eut deux filles : 
1. Marie Charlotte Victoire Hubertine Sophie Chalon, née à Mons le 11 août 1826, propriétaire à Ixelles, qui épousa à Bruxelles le 4 mai 1857 Henri François Victor Bayet, né à Liège le 4 juin 1813, résidant à Anvers mais domicilié de droit à Liège, major du quatrième régiment d'artillerie. Dont trois enfants : 
a. Elisabeth Marie Victoire Adèle Bayet, née à Anvers le 4 juillet 1858, résidant à Ixelles, rue d’Édimbourg n° 30, qui épousa à Ixelles le 22 juillet 1886 Gustave Marie Stinglhamber, veuf de Marguerite Louise Thoreau, et fils d'Eugène Charles Joseph Stinglhamber et de Flore Charlotte Engels, né le 22 novembre 1841 à Bruxelles, vice-président au tribunal de première instance de Bruxelles, et qui sera plus tard premier président de la cour d'appel de Bruxelles.
b. Louise Bayet, née en 1864 et morte en 1944.
c. Paul Marie Victor Jules Bayet, né à Mons le 26 mai 1866, capitaine, mort à Paris le 15 janvier 1918, inhumé à Vaugirard, département de la Seine, tombe 467.
2. Marie Elise Joachime Victoire Hubertine Sophie Chalon, née à Mons le 16 décembre 1835, résidant à Bruxelles, rue de la Senne, épousa à Bruxelles le 18 septembre 1860 Jules Victor Delecourt, avocat, né à Mons le 9 octobre 1835, résidant à Bruxelles, boulevard de l'Observatoire, fils de Charles Jean Baptiste Joseph Delecourt et d'Isabelle Antoinette Justine Fontaine, rentière à Bruxelles. Dont quatre enfants : 
a. Victor de le Court, né à Bruxelles en 1861, dont descendance de ses deux mariages.
b. Léonie Marie Sophie Emilie de le Court, née le 6 mai 1863 à Bruxelles, résidant à Ixelles à la rue du Trône n° 113, épousa à Ixelles le 6 août 1888 Georges Jules Guillaume Delacroix, avocat, né le 17 septembre 1863 à Bruxelles, résidant à Bruxelles, fils de Jules Charles Edouard Delacroix, propriétaire à Bruxelles, et d'Anne Marie Evelina Hoorickx.
c. Henri de le Court, né à Bruxelles en 1867, dont descendance de son mariage.
d. Louis de le Court, né à Bruxelles en 1870.
Diplômé en 1824 de la faculté de droit de l'Université d'État de Louvain, Renier Chalon y a soutenu une thèse sur le mariage civil. Il embrassa la carrière des contributions et fut nommé receveur des impôts à Cuesmes (Hainaut), pour occuper, finalement, un bureau important de Bruxelles. Après avoir joui d'une mise en disponibilité de dix-sept mois, il prit sa retraite le 11 décembre 1867. Malheureusement veuf dès 1840, il partageait ses temps libres entre ses deux filles et de nombreuses passions, nouvelles à l'époque  : l'archéologie, la numismatique, la photographie notamment.

## Un esprit lumineux
Peu après le décès de son épouse Victoire, ses activités privées se multiplient à travers plusieurs sociétés savantes et quelques pastiches de sociétés secrètes, telle que la Société des agathopèdes, société érudite, burlesque et gastronomique, fondée en 1846, et pour laquelle il imagina de toutes pièces une histoire remontant au milieu du XVe siècle qui mystifia même des sociétés savantes.
Il participe à la fondation de la Société des sciences, des arts et des lettres du Hainaut (en 1833), à la Société des bibliophiles flamands (1839) ; il aide également à fonder la Société belge de numismatique, qui est définitivement constituée à Bruxelles, le 28 novembre 1841 ; le premier, il en devient le président et sera réélu plusieurs fois. Il fut l'auteur de deux monographies sur la numismatique du Comté de Hainaut et du Comté de Namur, premières études de ce genre en Belgique. Au concours de 1851, l'Institut de France (Académie des inscriptions) lui décerne la mention très honorable.
L'Académie royale des lettres, des sciences et des beaux-arts de Belgique le reçoit au nombre de ses membres effectifs le 4 mai 1859. En 1860, il publie son œuvre majeure, connue sous le titre de Recherches sur les monnaies des comtes de Namur. Enfin, il est élu président de l'Académie d'archéologie de Belgique en janvier 1874.

## Œuvre
- Fabrice de la Bassecourt, pasteur de l'église wallonne d'Amsterdam (1857)
- Le dernier duc de Bouillon (1815), (1860)
- Un coup d'état manqué (1722), (1860)

## Épistolier
Renier Chalon entretenait une relation épistolaire avec d'autres savants belges tels que les numismates le baron Jean de Witte (1808-1889),  le baron Kervyn de Lettenhove (1817- 1891) et le baron de Stassart (1780-1854).
En tant que président de la Société des Bibliophiles belges séant à Mons, il présenta et publia Les Mémoires de Messire Jean, seigneur de Haynin et de Louvegnies  Chevalier -  1465 - 1477. ( Volume 11, 2 tomes, tirage : 100 exemplaires), Mons, juillet 1842

## Maître ès canular
Le Musée royal de Mariemont, en Belgique, consacra une exposition en 2008 à l'aspect facétieux de Chalon. Joyeux trouble-fête, il eut l'idée de se moquer des bibliophiles européens en réalisant une fausse vente de livres à tirage unique, tous fantaisistes. Publié à Binche vers le 10 août 1840 (date de la "vente"), le Catalogue de la bibliothèque du comte de Fortsas a suscité une émeute dans les cercles érudits européens, avant que la supercherie ne soit dévoilée par Chalon. Le gouvernement de l'époque aurait même envisagé de débloquer des fonds spéciaux pour l'acquisition de certains ouvrages. Il semble que seule la peur du ridicule convainquit ses victimes de ne pas mener d'action en justice contre lui ; on dit aussi que sa gentillesse et son humour eurent tôt fait d'éteindre le courroux des bibliophiles ainsi dupés.  Sans doute, le décès de son épouse, quelques mois plus tôt, a-t-il joué un rôle important dans l'investissement de Chalon dans ce canular.
Dans le fac-similé (contrefaçon) paru par après, on signalait pourtant que la vente n'aurait pas lieu car la ville de Binche avait acheté la collection. En outre, une faute y est corrigée au numéro 199.
Chalon s'est encore amusé à publier de fausses découvertes archéologiques, telles qu'un vase romain découvert à Onnezies, dans le Hainaut, ou un buste en pierre découvert à Spiennes - tous les deux faux, bien entendu.

## Distinctions et hommages
Il fut décoré et nommé successivement chevalier, officier et commandeur de l’ordre de Léopold.
Une rue, un athénée et une plaine de jeux pour enfants portent son nom, à Ixelles.

## Sources
L'essentiel des informations biographiques est issu de l'article publié en 1889 en hommage à Renier Chalon, reproduit sous le lien suivant 
- de Callatay Fr. et Sorgeloos Cl., Chalon-Fortsas. Le canular en Belgique. Catalogue d'exposition (Musée royal de Mariemont, 11/07/08 - 05/10/08), Mons, Musée royal de Mariemont, 2008.
- De Schodt A., In memoriam, dans la Revue belge de numismatique, 45, Bruxelles, 1889, p. 452-464.
- Arenberg Auctions, Catalogues I et II des ventes Renier Chalon alias comte de Fortsas, Ventes publiques à Bruxelles des 13 octobre et 15 décembre 2023.